# José Turón y Prats
José Turón y Prats   (Barcelona, 24 de febrer de 1804 - Madrid, 18 de febrer de 1876) va ser un militar espanyol, capità general de Catalunya i director general de la Guàrdia Civil.
Va combatre a la primera guerra carlina, on començà amb el grau de tinent i acabà amb el de comandant. Després va defensar la regència de Baldomero Espartero contra els intents dels moderats d'expulsar-lo del poder, i després va participar en l'expedició als Estats Pontificis amb Fernando Fernández de Córdova Valcárcel per reposar com a pontifici al papa Pius IX
Va donar suport la vicalvarada i en 1856 Ramón María Narváez el va nomenat Capità general d'Aragó. Poc abans de la revolució de 1868 fou nomenat director general de la Guàrdia Civil. En 1873 fou nomenat Capità General de Catalunya i en 1874 novament director general de la Guàrdia Civil.
Entre altres condecoracions, va rebre les grans creus de l'Orde de Sant Hermenegild, de l'Orde de Carles III, de l'orde d'Isabel la Catòlica, la Creu Llorejada de Sant Ferran i comanador del Suprem Orde de Crist.